# Fredrik Falkenberg
Fredrik Carl Christian Falkenberg, född 19 november 1865 i Köpenhamn, Danmark, död 27 november 1924 i Stockholm, var en svensk arkitekt.
Fredrik Falkenberg studerade vid Kungliga Tekniska högskolan 1885–89, och vid Kungliga Akademien för de fria konsterna 1889–92. Åren
1894–95 var han anställd hos Isak Gustaf Clason, och fungerade som kontrollant vid uppförandet av Hallwylska palatset samt föreståndare för Nordiska museets arkitektkontor. Åren 1902–24 var Falkenberg tjänstgörande arkitekt utom stat vid Överintendentsämbetet, och kom att bli en flitig kyrkoarkitekt, med såväl nyritningar som restaureringar av ett 70-tal kyrkor.

## Verk i urval
- Grundsunds kyrka, 1893, ombyggnad
- Funbo kyrka, 1896, restauration
- Söderhamns gamla församlingshus 1905–1906
- Bankhus för Helsinglands Enskilda Bank i Sveg, Arbrå och Alfta 1907.
- Gångsätra gård, 1907
- Hasse W Tullbergs tryckeri, Kungsbroplan 3, Stockholm 1908.
- Piplärkan 1, Baldersgatan 2 / Östermalmsgatan 17, i Lärkstaden, Stockholm 1910.[3]
- Ingatorps kyrka, 1914-1915.
- Norsjö kyrka, 1914–1917.
- Bergviks kyrka, och församlingshem, Hälsingland, 1914–1915.
- Norra Kyrketorps kyrka, 1915-1916.
- Venjans kyrka, 1916–1917.
- Bureå kyrka, 1917–1920.
- Söderby-Karls kyrka

## Bilder av några verk

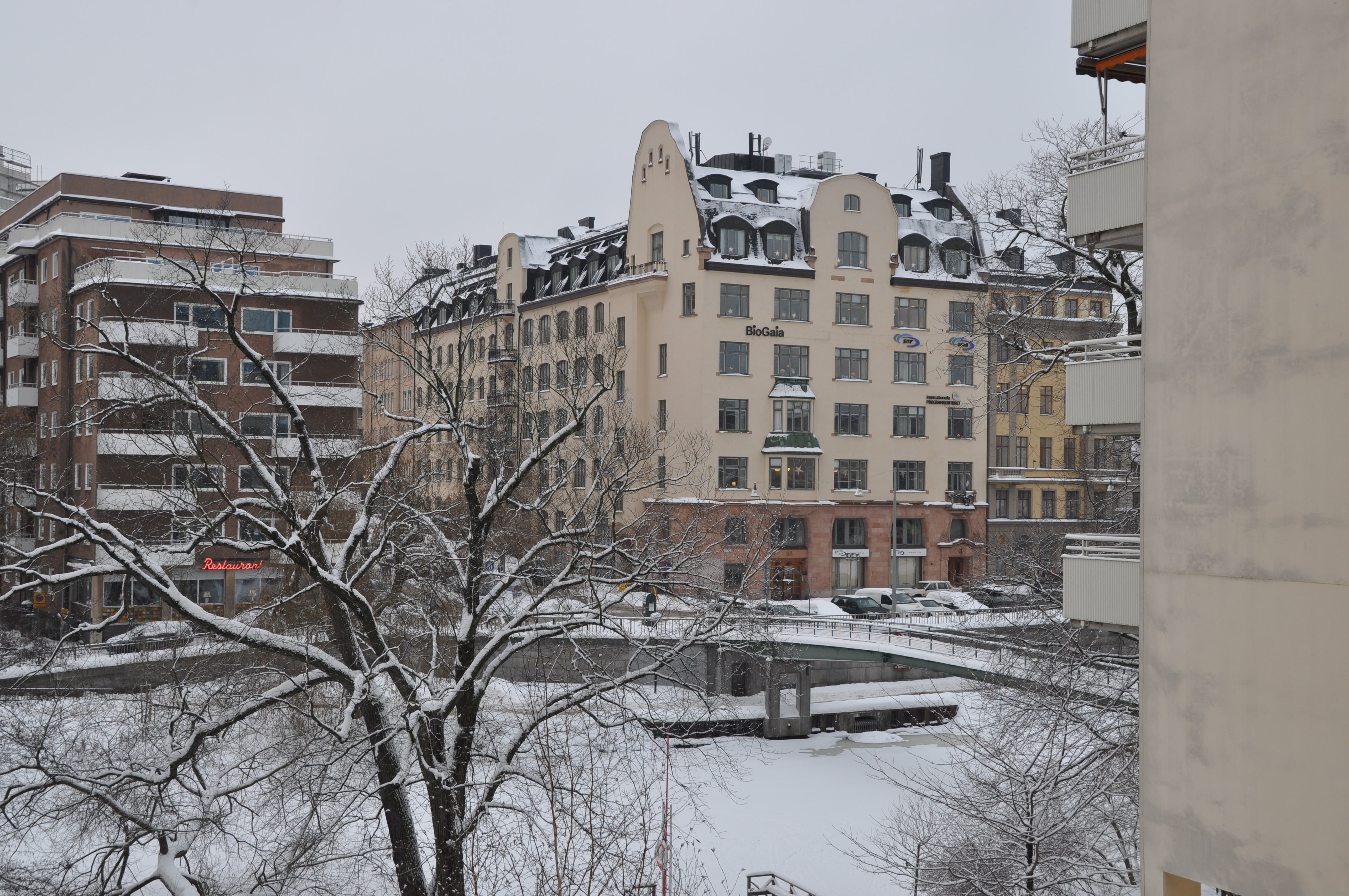
Kungsbroplan 3
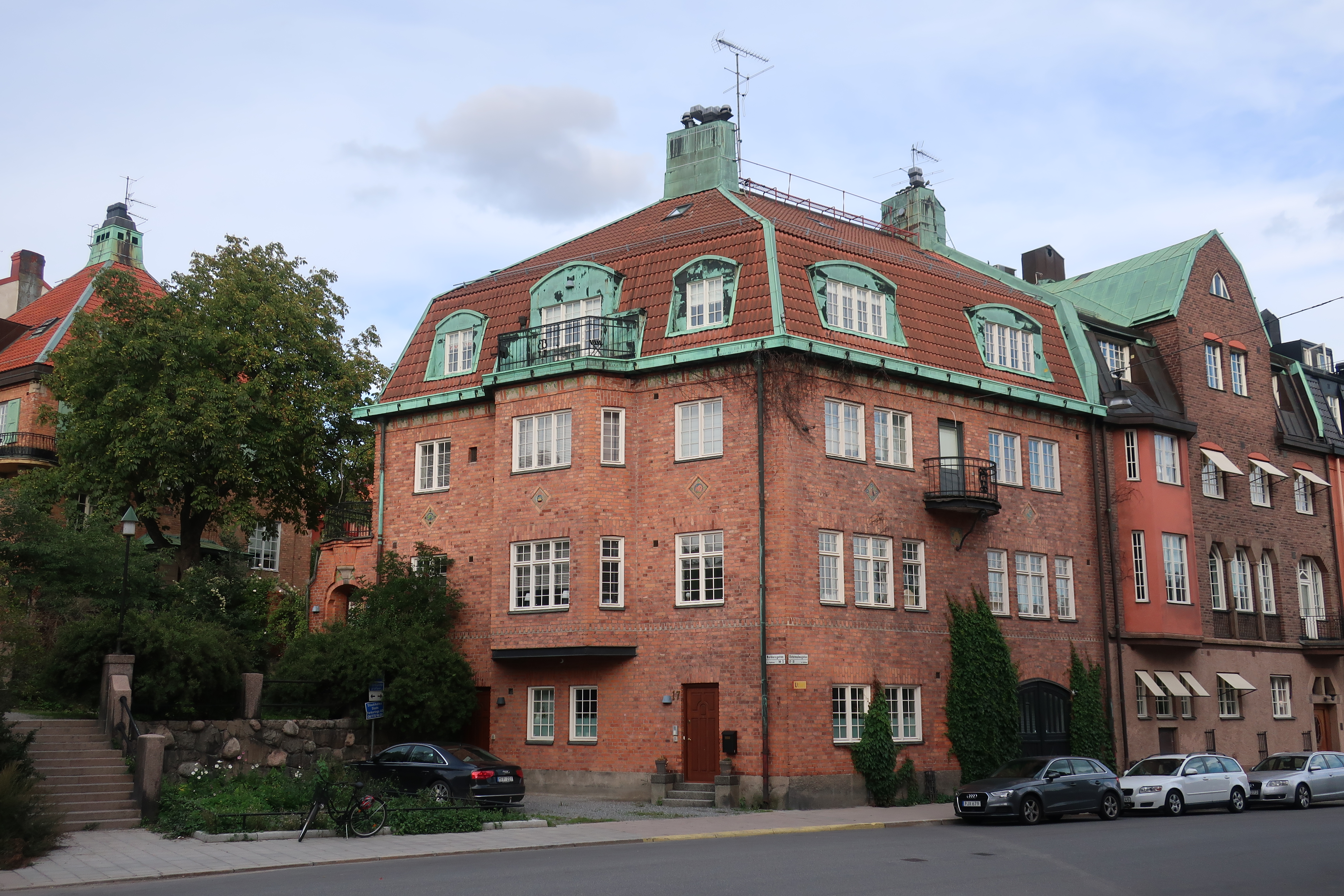
Piplärkan 1, augusti 2019.
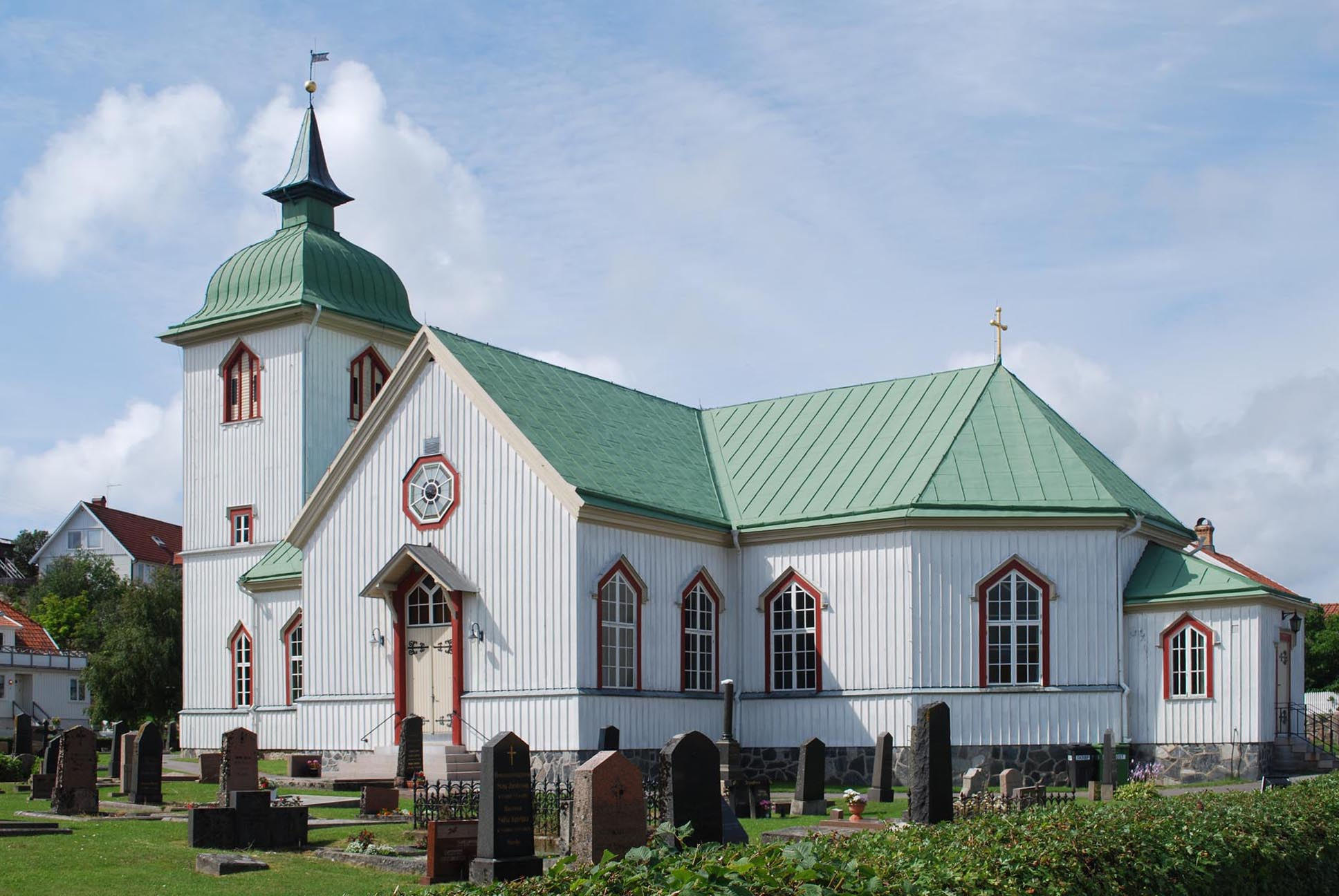
Grundsunds kyrka
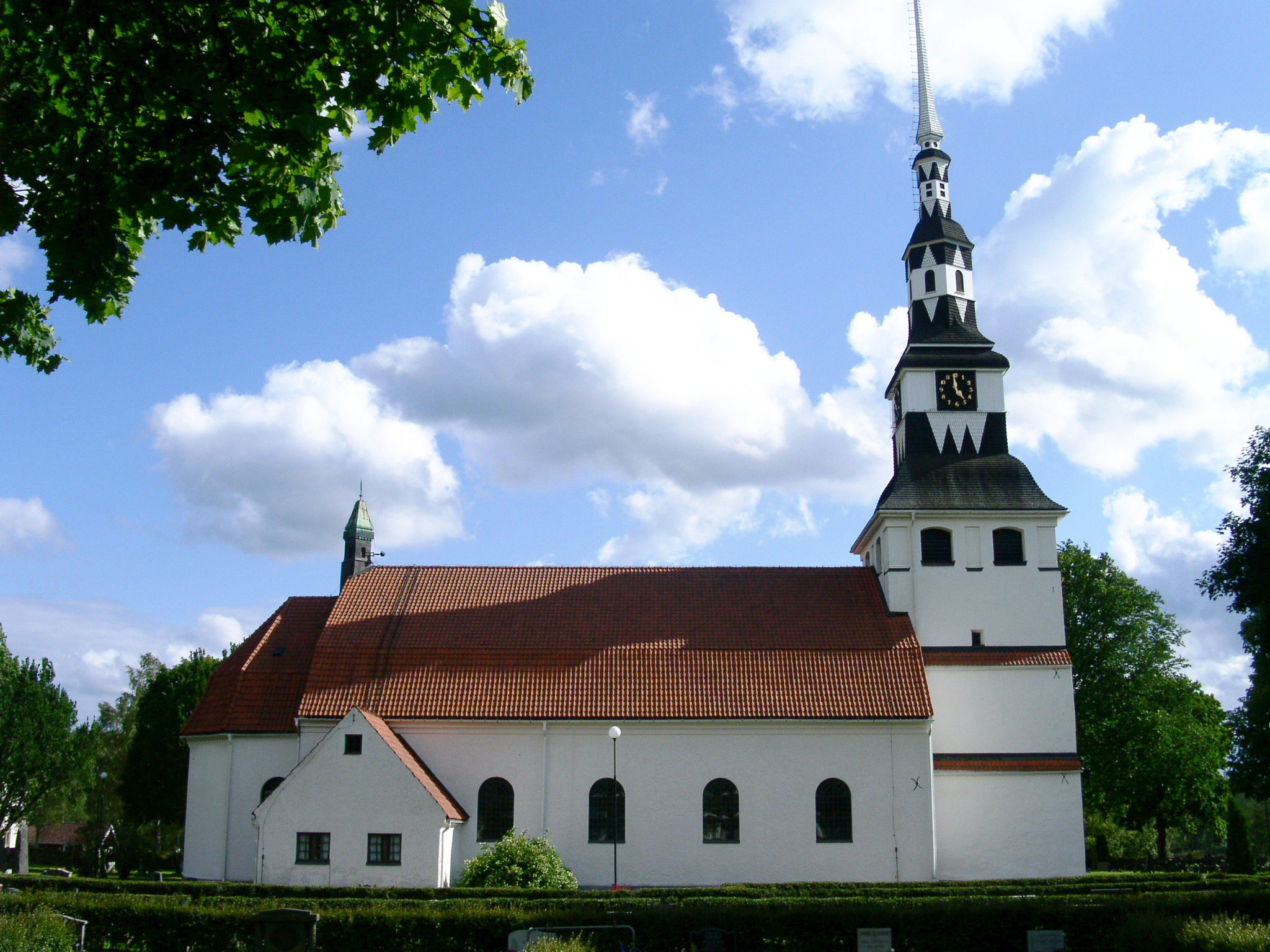
Ingatorps kyrka
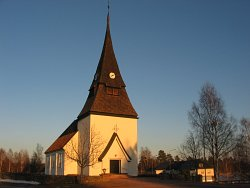
Venjans kyrka